# الدولعية
الدَّوْلَعِيَّةُ هي قرية قرب الموصل، كانت عامرة في العصور القديمة.
تبعد عن الموصل نحو 33 كيلومتر باتجاه الغرب وهي تقريبا نصف الطريق الى تلعفر، وقد مر بها صلاح الدين الأيوبي سنة 581 هـ حين سار إلى الموصل لفرض جصار عليها. ويرجح أنها بقيت عامرة إلى فترة اجتياح المغول في القرن السابع الهجري.

## في معجم البلدان
ذكرها ياقوت في معجمه حيث قال: